# Mars-la-Tour-Kaserne

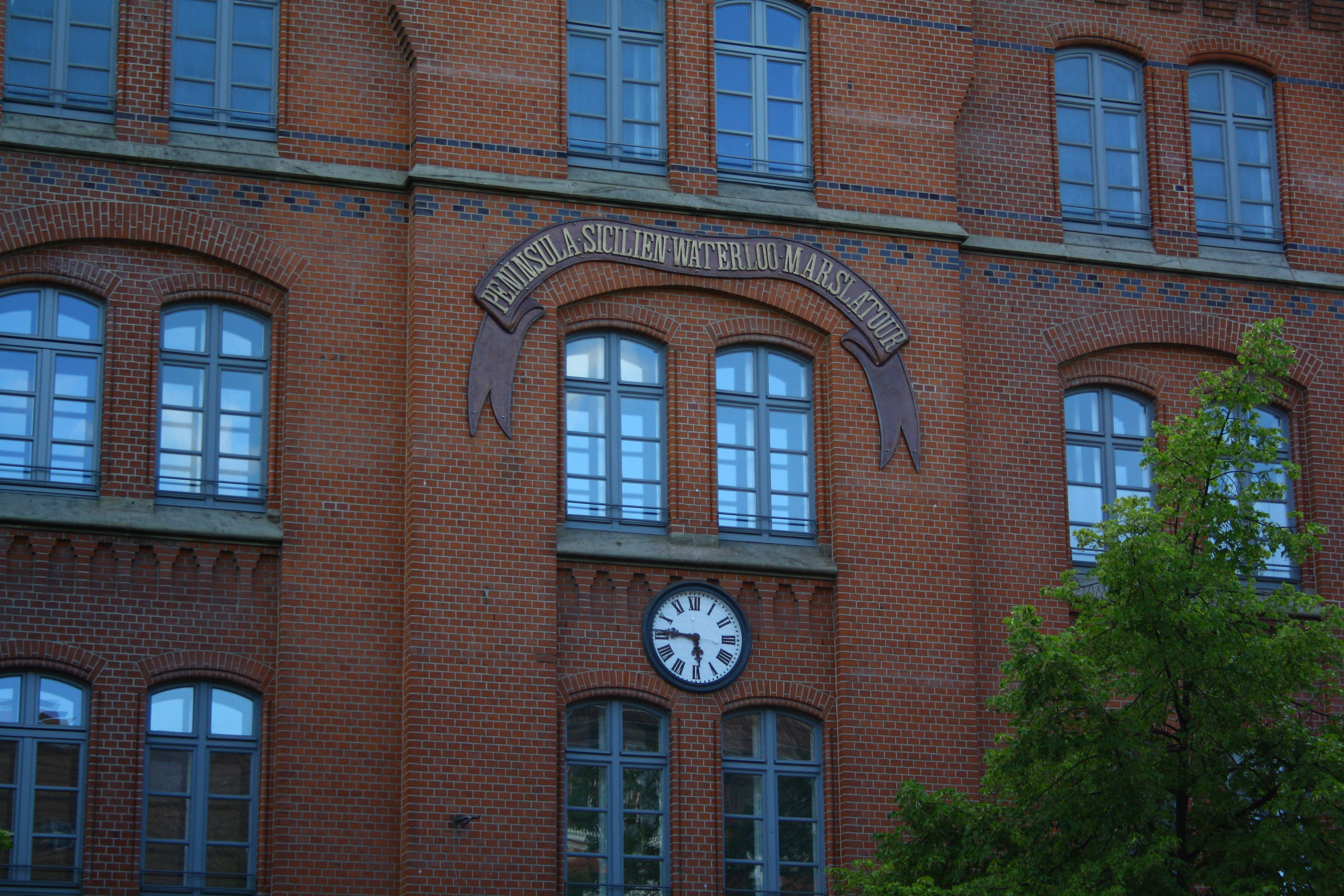
Frontseite der Mars-la-Tour-Kaserne mit dem Spruchband PENINSULA • SICILIEN • WATERLOO • MARSLATOUR als Hinweis auf die Feldzüge und Schlachten, an denen Braunschweigische Einheiten im 18. und 19. Jahrhundert teilgenommen haben.

Die Mars-la-Tour-Kaserne in Braunschweig – nach dem dort zuerst stationierten Braunschweigischen Husaren-Regiment Nr. 17 auch Husarenkaserne genannt (aber nicht zu verwechseln mit der 1938 errichteten Husarenkaserne im Norden der Stadt) – wurde 1892 am Giersberg und angrenzend an die Husarenstraße und den Altewiekring im Östlichen Ringgebiet der Stadt erbaut. Seinen offiziellen Namen erhielt der weitläufige Gebäudekomplex in Erinnerung an die Schlacht bei Mars-la-Tour, die am 16. August 1870 während des Deutsch-Französischen Krieges stattgefunden und an der das Husaren-Regiment Nr. 17 unter seinem Kommandeur, Oberstleutnant Friedrich Wilhelm von Rauch, teilgenommen hatte.
Große Teile der Kaserne sind noch heute vorhanden. Die Husarenkaserne ist das einzige in der Region noch vorhandene Kasernengebäude aus dem 19. Jahrhundert.

## Nutzungsgeschichte
Die Kaserne entstand ab 1892 auf dem Gelände neben der bereits seit 1873 auf dem Giersberg vorhandenen Reitbahn mit Stallungen für die Pferde des Braunschweigischen Husaren-Regiment Nr. 17. Dieses war zuvor in der Husarenkaserne auf dem Löwenwall untergebracht und bezog den neuen Militärkomplex am 15. März 1893, wo es bis zu seiner Demobilisierung nach dem Ersten Weltkrieg stationiert blieb. Es folgten Reichswehr und Wehrmacht, welche die Kaserne von etwa 1920 bis 1945 mit der Minenwerferabteilung 17 belegten. Während des Zweiten Weltkrieges wurde die Kaserne mehrfach, insbesondere aber durch den Bombenangriff vom 23. April 1944, schwer beschädigt.
Von 1945 bis 1979 beherbergte das Hauptgebäude das 4. Polizeirevier und wurde zuletzt von der Reiter- und Diensthundführerstaffel Braunschweig genutzt, die seit dem Jahre 2000 einen neuen Standort in Querum hat. Nachfolgend  wurden die Gebäude als Übergangswohnheim genutzt, bis dort am 11. April 1983 die Zentrale Anlaufstelle für Asylbewerber (ZAST) eingerichtet wurde. Ab 2001 stand das Hauptgebäude und ein weiteres dreigeschossiges, ebenfalls 1892 erstelltes Wohnhaus für verheiratete Soldaten der Mars-la-Tour-Kaserne, leer, bis es 2005 von privaten Investoren gekauft und zu Mietwohnungen und Büros umgebaut wurde.
Das gesamte Ensemble der erhaltenen Kasernengebäude steht unter Denkmalschutz.

## Bilder

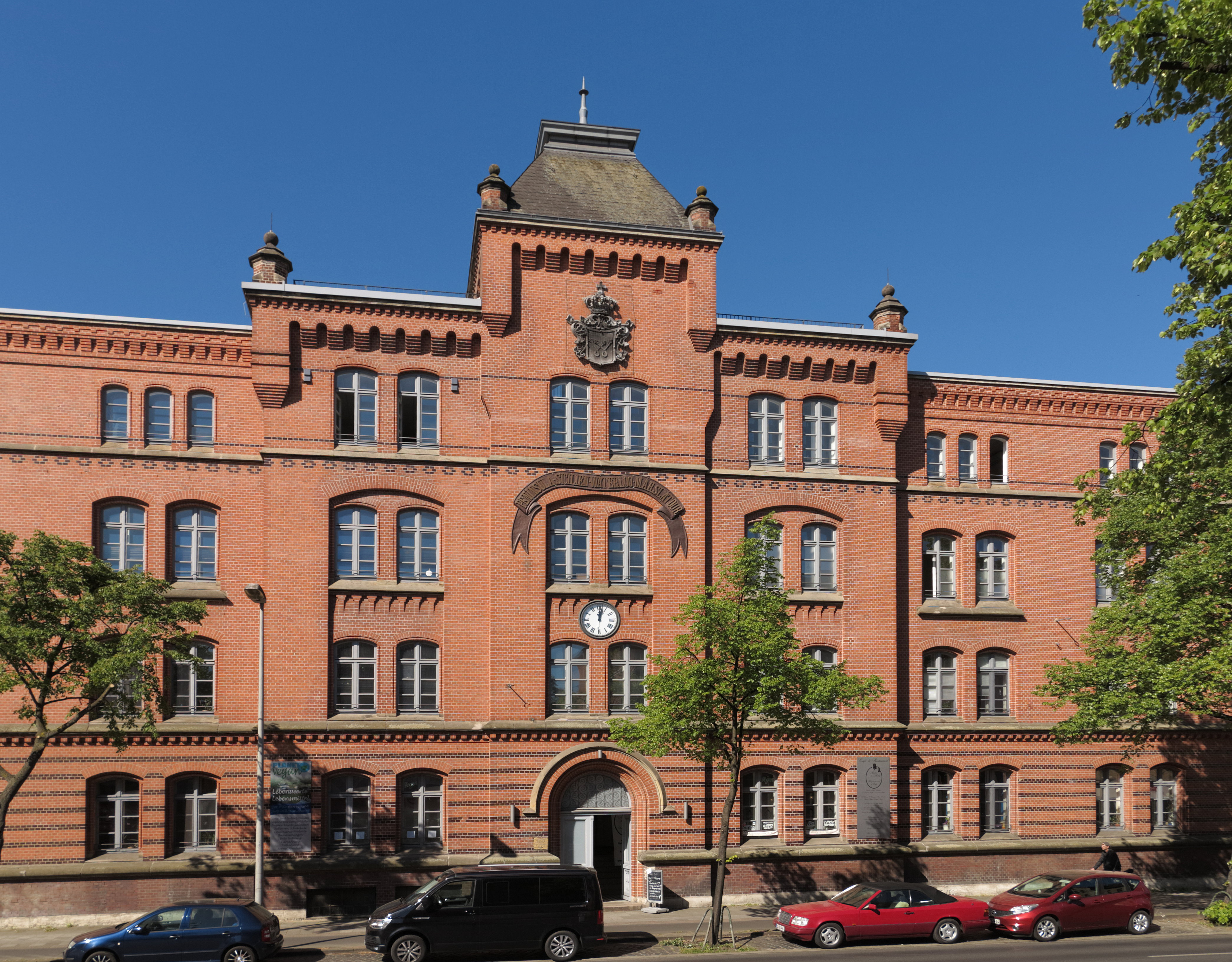
Frontansicht der Kaserne vom Altewiekring
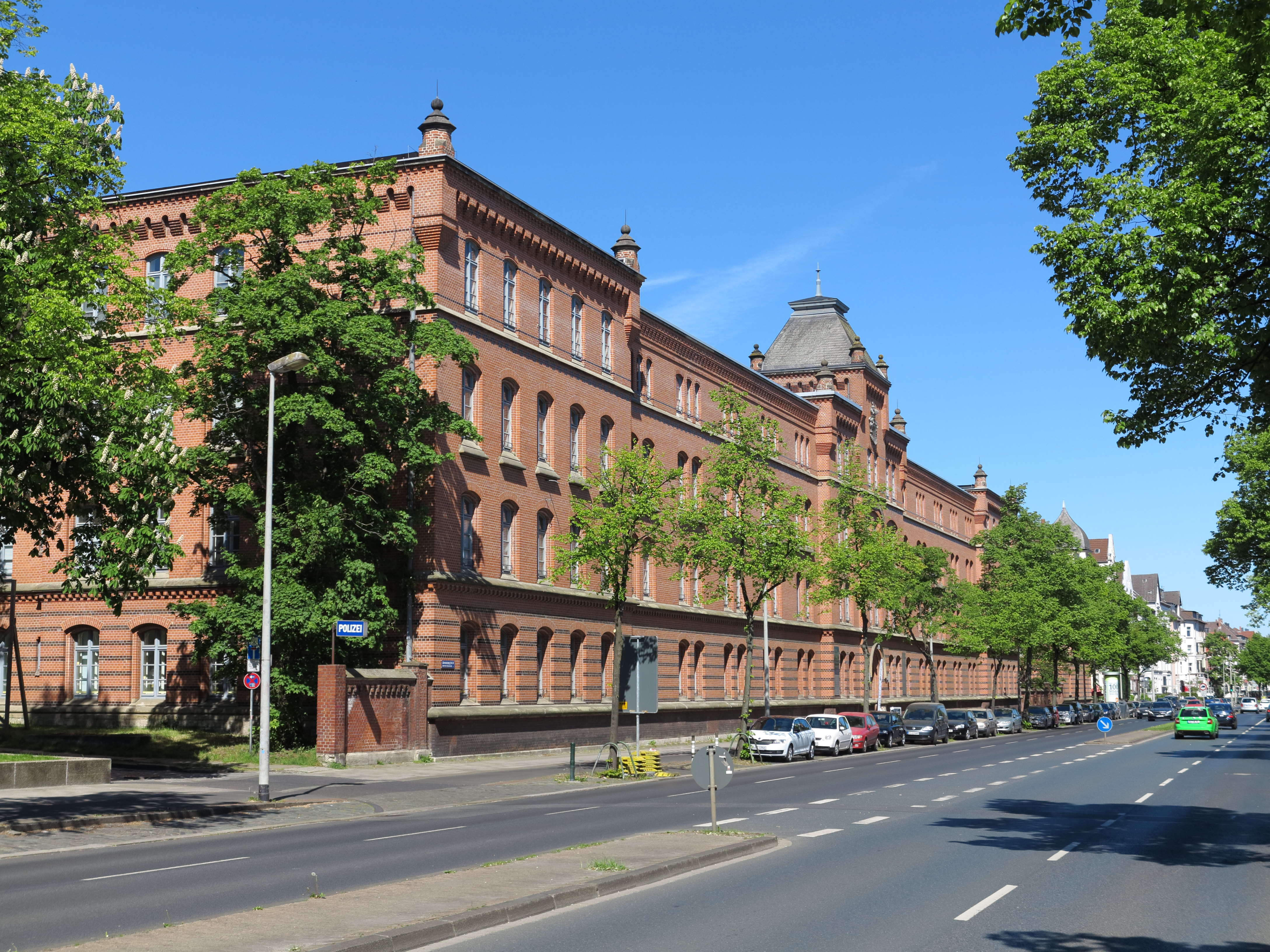
Seitenansicht vom Altewiekring
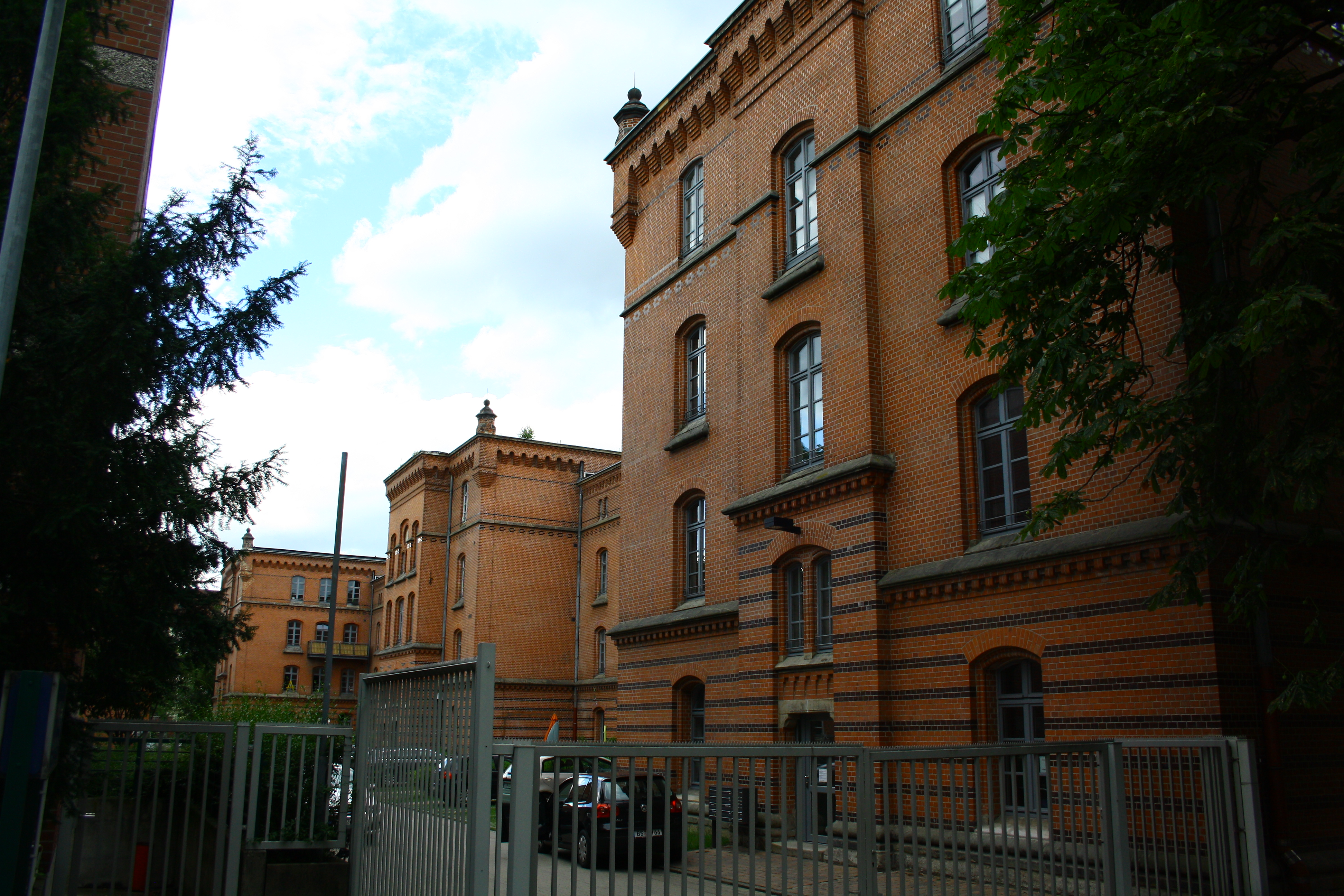
Rückseite der Kaserne
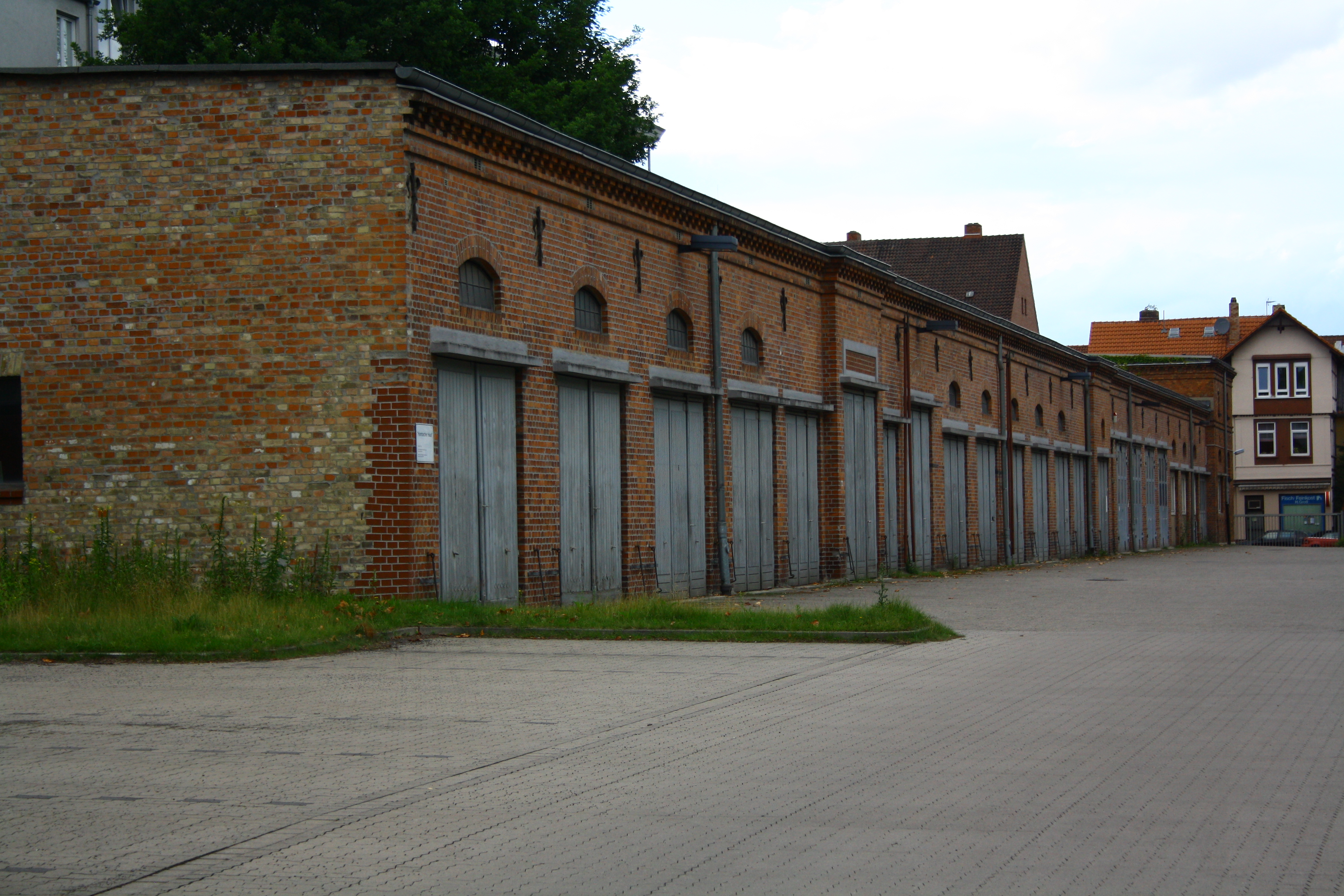
Garagen auf dem Gelände der Kaserne